# Пам'ятники Печерського району
Ця стаття призначена для ознайомлення, зокрема візуального, з меморіалами, пам'ятниками, пам'ятними знаками й скульптурами в Печерському районі Києва, а також подання коротких відомостей про них.
Печерський район утворився навколо історичної місцевості Печерська та є одним із центральних районів міста Києва. На території району розташовується багато різноманітних пам'ятників, присвячених видатним особам минувшини, діячам української та інших культур, подіям національної та світової історії. Власне Київ розпочинався на Печерських пагорбах, і на вшанування цього встановлено скульптуру апостола Андрія Первозваного, який, за переказом, передрік заснування й процвітання великого міста. Історії міста також присвячені пам'ятний знак на честь заснування міста Києва на дніпровській набережній, що став справжнім міським символом; пам'ятний знак-фонтан на честь легендарних засновників міста на Майдані Незалежності; модерністська скульптурна композиція «Вічний Київ» (2009).
Крім того, на пагорбах Печерська розташовані 2 найбільших київських меморіали — Меморіал пам'яті жертв голодоморів в Україні та Меморіал Слави на честь воїнів загиблих у Другій світовій війні; один з перших київських пам'ятників діячам національної історії — пам'ятник Володимиру Великому, що й дотепер залишається одним із найяскравіших взірців київської монументалістики, а також найвищий пам'ятник міста й країни — Батьківщина-Мати, що за радянських часів був справжнім міським символом.
Пам'ятки міської скульптури зосереджені на Печерську в історичних Міському саді та Маріїнському парку, на території Києво-Печерської лаври, на перехрестях історичних вулиць Печерська тощо.
Адміністративно до Печерського району частково належать центральні вулиця та майдан Києва — Хрещатик і Майдан Незалежності, і, зокрема, монумент Незалежності України.
У пам'ятниках Печерська вшановано низку діячів національної та світової історії, культури та спорту, зокрема й сучасних — Володимира Великого, Тараса Шевченка, Петра Могилу, Лесю Українку, В'ячеслава Чорновола, Івана Франка, Нестора Літописця, Владислава Городецького, Анатолія Солов'яненка, Миколу Яковченка, Леоніда Бикова, Валерія Лобановського, Шолом-Алейхема, Шота Руставелі, Михайла Глинку тощо.

## Перелік
Пам'ятники подаються у формі таблиці; за можливістю вказуються вихідні дані — розташування та точні географічні координати, дату встановлення, авторів, додаткові відомості тощо, наводяться фото. Всередині таблиць пам'ятники розміщені за іменами, кому або чому присвячені, а групуються за абеткою. Список є неповним і постійно редагується. До списку, зазвичай, не включаються пам'ятники (переважно погруддя) на території підприємств, натомість паркові, а також на території публічних і культових об'єктів, за можливістю, наводяться.
| Назва | Розташування | Координати                                                                      | Короткі відомості | Зображення                                |
| --- | --- | ------------------------------------------------------------------------------- | --- | ----------------------------------------- |
| Андрію Первозваному Святому апостолу | на площі Андрія Первозваного                                                                                       | 50°26′35.35″ пн. ш. 30°33′05.22″ сх. д. / 50.4431528° пн. ш. 30.5514500° сх. д. | Пам'ятник установлено біля Аскольдової могили, на розі Паркової дороги та алеї Героїв Крут (раніше — Дніпровський узвіз). Відкрито 13 грудня 2000 року. Споруджено коштами громадського фонду Святого Андрія Первозваного. |                                           |
| Арка Свободи українського народу | Хрещатий парк | 50°27′16″ пн. ш. 30°31′48″ сх. д. / 50.45444° пн. ш. 30.53000° сх. д.           | Скульптурна композиція на честь Переяславської ради (1654) і дружніх стосунків українського та російського народів (під час встановлення і далі за СРСР трактувалась як символ об'єднання України-Русі і Московського царства). З'явилася в 1982 році в ході підготовки до святкування 1500-ліття Києва, замінивши Літню естраду. Композиційно складається з монументу Дружби Народів (автори — скульптор Олександр Скобликов та архітектори Ігор Іванов, Сергій Миргородський і Костянтин Сидоров), витягнутої по горизонталі стели з багатофігурною групою, в центрі якої — Богдан Хмельницький і боярин Василь Бутурлін та власне зв'язуючої — арки-веселки Дружби Народів.                                                                    |                                           |
| Арсенальцям | Перед павільйоном станції Київського метрополітену «Арсенальна» на Арсенальній площі.                              | 50°26′38.2″ пн. ш. 30°32′43.3″ сх. д. / 50.443944° пн. ш. 30.545361° сх. д.     | Відкрито 1923 року на тодішній площі Революції — на постаменті з червоного граніту встановлено гармату, з якої арсенальці дали перший постріл на початок свого повстання. 18 червня 2019 року представниками Всеукраїнського молодіжного руху «Гідність нації» було здійснено декомунізацію. В постамент монументу було вмонтовано плиту з новим текстом. Комуністичні написи попередньо прибрано, активістами здійснено реставрацію гармати та постаменту. |                                           |
| Ахматовій Анні | Міський сад |                                                                                 | Відкритий 23 червня 2017 р., скульптор Олександр Стельмашенко. |                                           |
| Батьківщина-мати | Лаврська вулиця, 24                                                                                                | 50°25′35.47″ пн. ш. 30°33′47.47″ сх. д. / 50.4265194° пн. ш. 30.5631861° сх. д. | Монументальна скульптура знаходиться на високому правому березі Дніпра на території Національного музею історії України у Другій світовій війні. Відкрита в 1981 році. Автор монументу — народний художник СРСР скульптор Василь Бородай. Висота скульптури від п'єдесталу до кінчика меча — 62 м, загальна висота — 102 м, вага — близько 500 тонн. |                                           |
| Бикову Леоніду / Військовим Льотчикам Великої Вітчизняної війни                                                                          | На алеї Героїв Крут, трохи нижче Алеї Вічної Слави                                                                 | 50°26′26″ пн. ш. 30°33′13.8″ сх. д. / 50.44056° пн. ш. 30.553833° сх. д.        | Пам'ятник відкрито 4 листопада 2001 року. Автори — скульптори Володимир Щур і Віталій Сівко. Народний артист України, актор і кінорежисер Леонід Биков, що в кінострічці «В бій ідуть тільки «старики»» геніально втілив «маестро» — командира «співаючої» ескадрильї льотчиків-винищувачів капітана Титаренка, став тому числі узагальнюючим образом військових льотчиків, тому пам'ятник є двофункціональним. |                                           |
| Біляшівському Миколі | Поруч з будівлею Національного художнього музею України                                                            | 50°26′58.7″ пн. ш. 30°31′49.6″ сх. д. / 50.449639° пн. ш. 30.530444° сх. д.     | Встановлено наприкінці 1990-х років біля сходів Національного художнього музею України, директором якого академік Біляшівський був у 1902–1923 рр. Автор скульптури — Анатолій Кущ — слушно застосував для неї засоби класицистичної стилізації. |                                           |
| Бойку Петрові, погруддя | На території ВІТІ НТУУ «КПІ» на вул. Старонаводницькій                                                             | 50°25′47.5″ пн. ш. 30°32′37.2″ сх. д. / 50.429861° пн. ш. 30.543667° сх. д.     | Пам'ятник Герою Соціалістичної праці Петрові Бойку встановлений на території ВІТІ НТУУ «КПІ», попередник якого — Київське військове училище ім. М. І. Калініна — Бойко закінчив 1943 року | Погруддя Петра Бойка                      |
| «Вічний Київ», скульптурна композиція | Біля Палацу дітей та юнацтва на алеї Героїв Крут                                                                   | 50°26′25.7″ пн. ш. 30°33′10.3″ сх. д. / 50.440472° пн. ш. 30.552861° сх. д.     | Урочисто відкрито 19 січня 2009 року за участю київської міської влади. Автор — знаний німецько-британсько-ізраїльський архітектор і скульптор Франк Майслер. Пам'ятник виконано у бронзі на гранітному постаменті заввишки близько 4 метрів. |                                           |
| Воїнів України, полеглих в Афганістані, меморіальний комплекс                                                                            | У невеличкому сквері по Лаврській вулиці (поблизу Києво-Печерської Лаври).                                         | 50°25′57.62″ пн. ш. 30°33′22.52″ сх. д. / 50.4326722° пн. ш. 30.5562556° сх. д. | |                                           |
| Героям Крут, меморіал | На Аскольдовій могилі                                                                                              | 50°26′38″ пн. ш. 30°33′6″ сх. д. / 50.44389° пн. ш. 30.55167° сх. д.            | |                                           |
| Глинці Михайлу | Міський сад | 50°26′59.1″ пн. ш. 30°32′17.2″ сх. д. / 50.449750° пн. ш. 30.538111° сх. д.     | Встановлений у 1910 році у Музичному провулку. Після війни, у 1955 році, пам'ятник було перенесено на нинішнє місце, до Міського саду. Автор пам'ятника — архітектор Володимир Ніколаєв |                                           |
| Голодної дівчинки, фігура | На території Меморіалу пам'яті жертв голодоморів в Україні.                                                        | 50°26′16″ пн. ш. 30°33′11″ сх. д. / 50.43778° пн. ш. 30.55306° сх. д.           | Автор — скульптор Анатолій Гайдамака, встановлено 2008 року. |                                           |
| Гнату Юрі в ролі Швейка | Перед Театром імені Івана Франка                                                                                   |                                                                                 | Автори — скульптори Володимир та Олексій Чепелики, встановлено 2011 року. |                                           |
| Ґонґадзе та журналістам, які загинули за свободу слова                                                                                   | У сквері на Великій Васильківській вулиці, 115—121                                                                 | 50°25′8″ пн. ш. 30°31′21″ сх. д. / 50.41889° пн. ш. 30.52250° сх. д.            | Відкрито урочисто (за участю міської влади і деяких політиків) 22 грудня 2008 року. Пам'ятник зроблено за проектом вінницького скульптора Юрія Козерацького. Він складається з двох частин: на гранітному п'єдесталі бронзове семиметрове «дерево життя» (загальна висота пам'ятника — 8,5 м), на листі якого вигравіювані портрети загиблих журналістів, а посередині замість стовбура отвір у вигляді пера, перед деревом стоїть чоловік у довгому пальті, риси якого не схожі на Георгія Ґонґадзе (заввишки 3 м). Родичі Ґонґадзе висловлювались негативно про ідею встановлення йому пам'ятника. |                                           |
| Городецькому Владиславу | У Пасажі (Хрещатик, 15/4).                                                                                         | 50°26′51.38″ пн. ш. 30°31′29.6″ сх. д. / 50.4476056° пн. ш. 30.524889° сх. д.   | Бронзову скульптурну композицію відкрито 28 травня 2004 року. Автори — скульптори Володимир Щур і Віталій Сівко, архітектори Руслан Кухаренко і Володимир Скульський. Є четвертим за ліком пам'ятником-подарунком авторів місту. |                                           |
| Жертвам репресій НКВС 1930-1950-х рр. | Біля Жовтневого палацу, по вулиці Інститутській, 1                                                                 | 50°26′57.5″ пн. ш. 30°31′41.2″ сх. д. / 50.449306° пн. ш. 30.528111° сх. д.     | Пам'ятник встановлено біля Жовтневого палацу, у підвалах якого упродовж 1930-х рр. та на початку 1950-х рр. каральні органи НКВС здійснювали розстріли української інтелігенції та громадян |                                           |
| Жертвам терактів 11 вересня 2001 року, пам'ятний знак                                                                                    | На майданчику на розі вулиць Мечникова, Леоніда Первомайського і Печерського узвозу                                | 50°26′12″ пн. ш. 30°31′55″ сх. д. / 50.43667° пн. ш. 30.53194° сх. д.           | Встановлений у 2005 році на виконання розпорядження міського Голови Києва. Фінансування створення цього знаку та відновлення благоустрою прилеглої до нього території було здійснено за рахунок коштів Української міжконфесійної асоціації «Крок до єдності». |                                           |
| Жизневському Михайлу | Вулиця Михайла Грушевського (Київ)                                                                                 |                                                                                 | Пам'ятник одному з Героїв Небесної Сотні білорусу Михайлу Жизневському |                                           |
| Загиблим в роки Великої Вітчизняної війни                                                                                                | Біля Музею історії України у Другій світовій війні                                                                 |                                                                                 | |                                           |
| Заньковецькій Марії, паркова скульптура                                                                                                  | Міський сад | 50°26′58″ пн. ш. 30°32′15″ сх. д. / 50.44944° пн. ш. 30.53750° сх. д.           | Відкритий в 1974 році. Бронзова фігура встановлена на невеликому гранітному постаменті. Скульптор Галина Кальченко, архітектор Анатолій Ігнащенко. Загальна висота пам'ятника 2,7 метра. |                                           |
| Зруйнованому Успенському собору | На території Києво-Печерської лаври                                                                                | 50°26′6″ пн. ш. 30°33′23″ сх. д. / 50.43500° пн. ш. 30.55639° сх. д.            | Пам'ятник є накритим уламком оригінального Успенського собору з анотаційною табличкою |                                           |
| Іщенка Івана, погруддя | Біля фасаду і входу до Головного військового клінічного госпіталю (вул. Госпітальна)                               |                                                                                 | Погруддя українського хірурга, заслуженого діяча науки УРСР (1942), член-кореспондента АН УРСР (1945) Івана Іщенка було урочисто відкрито 19 серпня 2009 року. Автор — скульптор Іван Назаров виготовив погруддя з гіпсу власним коштом. |                                           |
| Кирилу і Мефодію | На території Києво-Печерської лаври                                                                                | 50°25′56.2″ пн. ш. 30°33′44.32″ сх. д. / 50.432278° пн. ш. 30.5623111° сх. д.   | |                                           |
| Кожедубу Івану | Парк Вічної Слави                                                                                                  | 50°26′20″ пн. ш. 30°33′9″ сх. д. / 50.43889° пн. ш. 30.55250° сх. д.            | Встановлений 9 травня 2010 року. |                                           |
| «Козак Мамай», скульптурна композиція | Поруч з будинком Консерваторії на Майдані Незалежності                                                             | 50°26′57″ пн. ш. 30°31′26″ сх. д. / 50.44917° пн. ш. 30.52389° сх. д.           | Відкрито композицію 2001 року. Автори — скульптори Валентин та Микола Зноби. |                                           |
| Козловському Івану | У сквері в провулку Івана Козловського                                                                             | 50°26′28″ пн. ш. 30°31′40″ сх. д. / 50.44111° пн. ш. 30.52778° сх. д.           | |                                           |
| Корнєєву Георгію, погруддя | На території ВІТІ НТУУ «КПІ» на вул. Старонаводницькій                                                             | 50°25′47.5″ пн. ш. 30°32′37.2″ сх. д. / 50.429861° пн. ш. 30.543667° сх. д.     | Пам'ятник Герою Радянського Союзу Георгію Корнєєву встановлений на території ВІТІ НТУУ «КПІ», попередник якого — Київську військову школу зв'язку ім. М. І. Калініна — Корнєєв закінчив 1932 року | Погруддя Георгія Корнєєва                 |
| Костікову Андрію, погруддя | На території ВІТІ НТУУ «КПІ» на вул. Старонаводницькій                                                             | 50°25′47.5″ пн. ш. 30°32′37.2″ сх. д. / 50.429861° пн. ш. 30.543667° сх. д.     | Пам'ятник Герою Соціалістичної праці Андрію Костікову встановлений на території ВІТІ НТУУ «КПІ», попередник якого — Київську військову школу зв'язку ім. М. І. Калініна — Костіков закінчив 1927 року | Погруддя Андрія Костікова                 |
| Котигорошку | Вулиця Михайла Грушевського. Біля Лялькового театру                                                                | 50°27′08.4″ пн. ш. 30°31′49.38″ сх. д. / 50.452333° пн. ш. 30.5303833° сх. д.   | |                                           |
| Лесі Українці | Площа Лесі Українки                                                                                                | 50°25′37.6″ пн. ш. 30°32′26.9″ сх. д. / 50.427111° пн. ш. 30.540806° сх. д.     | Скульптор Галина Кальченко, архітектор Анатолій Ігнащенко. Встановлено в 1973 році |                                           |
| Лесі Українці, паркова скульптура | Міський сад | 50°26′56″ пн. ш. 30°32′11″ сх. д. / 50.44889° пн. ш. 30.53639° сх. д.           | Встановлено 1965 року навпроти Маріїнського палацу в Міському парку. Бронзова фігура поетеси (скульптор Василь Бородай, архітектор Анатолій Ігнащенко) — на невеликому гранітному подіумі. Загальна висота скульптури — 3,4 м. |                                           |
| Лобановському Валерію | На території комплексу Стадіону «Динамо» ім. Валерія Лобановського біля входу безпосередньо на трибуни             | 50°27′3.2″ пн. ш. 30°31′53.8″ сх. д. / 50.450889° пн. ш. 30.531611° сх. д.      | Відкрито на території комплексу Стадіону «Динамо» ім. Валерія Лобановського урочисто 11 травня 2003 року — на церемонії відкриття були присутні кілька тисяч шанувальників таланту великого тренера, керівники ФФУ та ПФЛ, колишні та нинішні гравці київського «Динамо», представники УЄФА, а також українські державні діячі. Над пам'ятником працювала група скульпторів упродовж 10 місяців. |                                           |
| «Місце зустрічі змінити не можна», скульптурна композиція                                                                                | Біля будівлі МВС України (вул. Академіка Богомольця, 10)                                                           | 50°26′28.3″ пн. ш. 30°32′1.6″ сх. д. / 50.441194° пн. ш. 30.533778° сх. д.      | Урочисто відкрито міністром внутрішніх справ України Юрієм Луценком 14 квітня 2009 року з нагоди 90-річчя створення карного розшуку. Являє собою фігури відомих кінематографічних героїв однойменного фільму — Гліба Жеглова та Володимира Шарапова. Над створенням бронзової скульптурної композиції працювала низка скульпторів. Всі витрати на створення та встановлення пам'ятника, за словами міністра, взяли на себе ветеранські, а також благодійні організації. |                                           |
| Могилі Петру | На території Києво-Печерської лаври                                                                                | 50°25′57.5″ пн. ш. 30°33′34.5″ сх. д. / 50.432639° пн. ш. 30.559583° сх. д.     | |                                           |
| Незалежності, монумент | На Майдані Незалежності                                                                                            | 50°26′58″ пн. ш. 30°31′31″ сх. д. / 50.44944° пн. ш. 30.52528° сх. д.           | Автор проекту — скульптор Анатолій Кущ. Монумент являє собою облицьовану білим мармуром колону, на якій стоїть дівчина в українському національному вбранні, що тримає гілку калини — символ України. Висота монумента — 42 метри. |                                           |
| Нестору-літописцю | У сквері біля Києво-Печерської Лаври по Лаврській вулиці                                                           | 50°25′58.3″ пн. ш. 30°33′20.3″ сх. д. / 50.432861° пн. ш. 30.555639° сх. д.     | |                                           |
| Образцову Василю | На території Олександрівської клінічної лікарні                                                                    | 50°26′19.4″ пн. ш. 30°31′45.5″ сх. д. / 50.438722° пн. ш. 30.529306° сх. д.     | Бронзове погруддя Василя Образцова встановлене на п'єдесталі у формі шестигранної колони з базою і капітеллю із лабрадорита. Скульптор — Макар Вронський. |                                           |
| Орлику Пилипу | Перетин вулиць Пилипа Орлика та Липської                                                                           | 50°26′33.9″ пн. ш. 30°31′59.8″ сх. д. / 50.442750° пн. ш. 30.533278° сх. д.     | Пам'ятник українському державному діячеві гетьману України Пилипу Орлику, авторові «першої української конституції» відкрито 24 червня 2011 року за декілька днів до Дня Конституції (28 червня). Автори — відомі українські скульптор Анатолій Кущ і архітектор Олег Стукалов. |                                           |
| Павлову Івану | На території Головного військового клінічного госпіталю (вул. Госпітальна)                                         | 50°25′53″ пн. ш. 30°31′45″ сх. д. / 50.43139° пн. ш. 30.52917° сх. д.           | |                                           |
| Пальма Мерцалова, скульптура | У торгово-виставковому комплексі «Глобус», 3-я лінія (вул. Інститутська, 2)                                        |                                                                                 | Є копією скульптурного зображення пальми, яке у 1896 році викували зі стальної рейки коваль Юзівського заводу Олексій Мерцалов і його помічник-молотобоєць Ф. Шпарін, оригінал якого зберігається в музеї Гірничого інституту в Санкт-Петербурзі (Росія). Встановлено 2001 року. Міститься на території виставково-торговельних площ, орендовних незалежним продюсерським центром Бойко, через що доступ до огляду скульптури є обмеженим. | Пальма Мерцалова                          |
| Пам'яті жертв голодоморів в Україні, меморіал                                                                                            | На печерському пагорбі по Лаврській вулиці на території парку Вічної Слави, неподалік Києво-Печерської Лаври.      | 50°26′17.6″ пн. ш. 30°33′14.5″ сх. д. / 50.438222° пн. ш. 30.554028° сх. д.     | Меморіальний комплекс зводить КП «Дирекція реставраційно-відбудовних робіт». Автори проекту — скульптор Анатолій Гайдамака та архітектор Юрій Ковальов. Першу чергу меморіалу відкрито до 75-ї річниці Голодомору 1932—1933 років у листопаді 2008 року. Відкриття Меморіалу відбулось за участю Президента, прем'єр-міністра, міністрів, Київського міського голови, інших представників державної та місцевої влади, а також високоповажних гостей з сусідніх держав. |                                           |
| Папі Карло | Вул. Михайла Грушевського, біля Лялькового театру                                                                  | 50°27′7″ пн. ш. 30°31′48.7″ сх. д. / 50.45194° пн. ш. 30.530194° сх. д.         | |                                           |
| Платонову Сергію | Біля нижнього входу до Києво-Печерської лаври                                                                      |                                                                                 | Пам'ятник українському меценатові встановлено у 2005 році |                                           |
| Проценку Степанові, погруддя | На території ВІТІ НТУУ «КПІ» на вул. Старонаводницькій                                                             | 50°25′47.5″ пн. ш. 30°32′37.2″ сх. д. / 50.429861° пн. ш. 30.543667° сх. д.     | Пам'ятник Герою Радянського Союзу Степанові Проценку встановлений на території ВІТІ НТУУ «КПІ», попередник якого — Третю київську військово-інженерну школу командного складу — Проценко закінчив 1923 року | Погруддя Степана Проценка                 |
| Розкритим каштанам | У Маріїнському парку                                                                                               |                                                                                 | Пам'ятник каштанам, що розкрились. Відкритий 6 жовтня 2009 року. Присвячений київським мамам і новонародженим дітям. Виконаний з бетону і пофарбований у мідний колір. |                                           |
| Руставелі Шота | У Парку Руставелі на розі вулиць Шота Руставелі та Саксаганського                                                  | 50°26′8.5″ пн. ш. 30°31′7.5″ сх. д. / 50.435694° пн. ш. 30.518750° сх. д.       | Урочисто відкрито 8 червня 2007 року за участю Президентів Грузії М. Саакашвілі та України В. Ющенка. Пам'ятник і скульптурну групу, яку названо Парком Шота Руставелі — насправді скульптурний парк (дерев тільки 2) повністю виготовили грузинські майстри — автор проєкту і скульптор Володимир Імерлішвілі, скульптор Паата Гігаурі, архітектор Давид Якобашвілі. Скульптурний комплекс і парк створено за ініціативи і сприяння М. Саакашвілі повністю на благодійні кошти. Скульптурний комплекс у символізмі з використанням традиційних грузинських мотивів був сприйнятий неоднозначно громадськістю, втім безумовно став справжнім «куточком Грузії» в київському середмісті.                                                           |                                           |
| Слави, обеліск і меморіал | На верхній придніпровській терасі в Алеї Слави на площі Слави                                                      | 50°26′20.8″ пн. ш. 30°33′11.45″ сх. д. / 50.439111° пн. ш. 30.5531806° сх. д.   | Меморіал з пам'ятником (обеліском) Вічної Слави на могилі Невідомого солдата споруджено в 1957 році на місці Аносовського (Комендантського) скверу, закладеного 1895 року. |                                           |
| Солов'яненку Анатолію | Перед будинком № 18 по Інститутській вулиці.                                                                       | 50°26′47″ пн. ш. 30°31′57″ сх. д. / 50.44639° пн. ш. 30.53250° сх. д.           | У будинку, перед яким встановлено пам'ятник, жив співак Анатолій Солов'яненко. Автори пам'ятника — скульптор Микола Рапай і архітектор В'ячеслав Дормідонтов. Пам'ятник було встановлено 26 вересня 2001 року. |                                           |
| Співробітникам Олександрівської лікарні, полеглим у війні                                                                                | На території Олександрівської клінічної лікарні                                                                    | 50°26′20.4″ пн. ш. 30°31′38.8″ сх. д. / 50.439000° пн. ш. 30.527444° сх. д.     | |                                           |
| Стрільцю Пилипу, погруддя | На території ВІТІ НТУУ «КПІ» на вул. Старонаводницькій                                                             | 50°25′47.5″ пн. ш. 30°32′37.2″ сх. д. / 50.429861° пн. ш. 30.543667° сх. д.     | Пам'ятник Герою Радянського Союзу Пилипу Стрільцю встановлений на території ВІТІ НТУУ «КПІ», попередник якого — Київське військове училище імені М. І. Калініна — Стрілець закінчив 1941 року | Погруддя Пилипа Стрільця                  |
| Франку Івану | Поруч з будівлею Національного академічного драматичного театру імені Івана Франка на площі Івана Франка           | 50°26′43.63″ пн. ш. 30°31′38.15″ сх. д. / 50.4454528° пн. ш. 30.5272639° сх. д. | Пам'ятник відкрито 28 серпня 1956 року. Автори пам'ятника — скульптори Оксана Супрун і Анатолій Білостоцький, архітектор М. К. Іванченко. |                                           |
| Футболістам київського «Динамо» | На території стадіону «Динамо», (вул. Михайла Грушевського, 3)                                                     | 50°27′3.8″ пн. ш. 30°32′2″ сх. д. / 50.451056° пн. ш. 30.53389° сх. д.          | На честь футболістів київського «Динамо» — учасників «Матчу смерті» у 1942 році. Гранітна стеля-горельєф, на якій висічено чотири постаті футболістів (Миколи Трусевича, Івана Кузьменка, Олексія Кліменка, Миколи Коротких); скульптор Іван Горовий, архітектори Вольдемар Богдановський, Ігор Масленков. Встановлено 1971 року | Пам'ятник футболістам київського «Динамо» |
| Хрест жертвам голодомору та політичних репресій в Україні                                                                                | На пагорбі перед Жовтневим палацом (вулиця Інститутська, 1)                                                        |                                                                                 | Хрест встановлено над Майданом Незалежності у розпал Помаранчевої революції. На ньому надпис «Хрест жертвам голодомору та політичних репресій в Україні. Від закарпатців з місця появи Божої Матері в урочищі Джублик». Хрест було знищено активістками руху FEMEN в серпні 2012 |                                           |
| «Червона стрічка», меморіал | На Лаврській вулиці, 23                                                                                            | 50°26′0″ пн. ш. 30°33′21″ сх. д. / 50.43333° пн. ш. 30.55583° сх. д.            | Розміщений в 2001 році на стіні Інституту епідеміології і інфекційних захворювань ім. Л. В. Громашевского спільними зусиллями UNAIDS в Україні, Посла Доброї Волі ООН з питань ВІЛ/СНІД Валіда Арфуша і скульптора Олега Пінчука. Монумент створювався з метою привернення уваги суспільства до проблеми ВІЛ/СНІД і вираження солідарності з ВІЛ-позитивними людьми. Біля меморіалу бронзової «Червоної стрічки» завжди проходять значущі суспільні акції, покликані підтримати людей, які живуть з ВІЛ/СНІД в Україні. |                                           |
| Чорноволу В'ячеславу | На розі вулиці Грушевського і Музейного провулка, неподалік Національного художнього музею України                 | 50°27′0″ пн. ш. 30°31′48″ сх. д. / 50.45000° пн. ш. 30.53000° сх. д.            | Пам'ятник Герою України, державному і громадському діячу В'ячеславу Чорноволу було відкрито 23 серпня 2006 року (у переддень Дня незалежності України. Автори — скульптор Богдан Мазур та архітектор Юрій Мельничук. |                                           |
| Шевченку Тарасу погруддя | На території гімназії № 109, по вулиці Панаса Мирного, 24                                                          | 50°26′2.8″ пн. ш. 30°32′20″ сх. д. / 50.434111° пн. ш. 30.53889° сх. д.         | Погруддя українського поета та художника встановлено на кошти батьків учнів та викладачів гімназії у 1964 році з нагоди 150-річчя з дня народження Кобзаря |                                           |
| Шолом-Алейхему | У сквері біля будинку № 3 по Рогнідинській вулиці                                                                  | 50°26′22.8″ пн. ш. 30°31′12.1″ сх. д. / 50.439667° пн. ш. 30.520028° сх. д.     | Урочисто відкрито 21 грудня 1997 року на юульварі на Басейній вулиці біля Бесарабського ринку. Є першим за часом встановлення з пам'ятників Шолом-Алейхему в світі. Автори — скульптор Валерій Медведев і архітектор Юрій Лосицький. Появі пам'ятника активно сприяли Єврейська рада України та її голова Ілля Левітас, Київська міська держадміністрація з мером Києва Олександром Омельченком та багато інших державних, суспільних та культурних діячів. Згодом, у 2001 році, під час реконструкції автомобільних проїздів в районі Бессарабки пам'ятник перенесли на сучасне місце розташування ближче до житлової і пішоходної частини — у новостворений сквер біля будинку № 3 по Рогнідинській вулиці. У 2005 році пам'ятник реставрували. |                                           |
| Яковченку Миколі | У скверику перед будинком Національного академічного драматичного театру імені Івана Франка на площі Івана Франка. | 50°26′45.7″ пн. ш. 30°31′38.06″ сх. д. / 50.446028° пн. ш. 30.5272389° сх. д.   | Пам'ятник було створено в 2000 році до 100-річчя з дня народження Миколи Яковченка. Актор сидить на лавці, а біля його ніг розташувався його улюблений пес — такса Фан-Фан. Автори — скульптори Володимир Чепелик та Олексій Чепелик, архітектор Володимир Скульський. Пам'ятник, майже тотожний київському, є в рідному місті автора — Прилуках Чернігівської області. |                                           |
| Якушеву Анатолію, погруддя | На території ВІТІ НТУУ «КПІ» на вул. Старонаводницькій                                                             | 50°25′47.5″ пн. ш. 30°32′37.2″ сх. д. / 50.429861° пн. ш. 30.543667° сх. д.     | Пам'ятник Герою Радянського Союзу Анатолію Якушеву встановлений на території ВІТІ НТУУ «КПІ», попередник якого — Київське військове училище імені М. І. Калініна — Якушев закінчив 1937 року | Погруддя Анатолія Якушева                 |
| «1100-ліття віднайдення угорцями своєї Батьківщини», пам'ятний знак                                                                      | Біля Аскольдової могили.                                                                                           | 50°26′36.6″ пн. ш. 30°33′5.4″ сх. д. / 50.443500° пн. ш. 30.551500° сх. д.      | «Через цю територію з миром пройшли угорці, які заселили в IX столітті землі і простір своєї сучасної батьківщини.» Встановлено у 1997 р. Архітектор Янош Віг, скульптор Юрій Багаліка. |                                           |
| На честь заснування міста Києва, пам'ятний знак                                                                                          | у Наводницькому парку на набережній Дніпра.                                                                        | 50°25′44.73″ пн. ш. 30°34′08.11″ сх. д. / 50.4290917° пн. ш. 30.5689194° сх. д. | Пам'ятний знак споруджено в 1982 році на ознаменування 1 500-річчя міста Києва. Скульптурну композицію виконано з кованої міді у вигляді плоского човна, на якому встановлено фігури легендарних засновників Києва, — братів Кия, Щека та Хорива і їх сестри Либеді. Автори — скульптор Василь Бородай, архітектор Микола Фещенко. |                                           |
| Пам'ятний знак на спомин про померлих від тифу пацієнтів Олександрівської лікарні у Києві на місці зруйнованого цвинтаря, пам'ятний знак | на верхній частині Олександрівської клінічної лікарні з сторони вулиці Шовковичної (40-ві номери)                  |                                                                                 | Напис на камені українською мовою і латиною: «Пам'ять про померлих оберігає живих.» |                                           |
| На честь легендарних засновників міста, скульптурна композиція (і фонтан)                                                                | На Майдані Незалежності, біля вулиці Інститутської.                                                                | 50°26′59″ пн. ш. 30°31′30″ сх. д. / 50.44972° пн. ш. 30.52500° сх. д.           | Відкрито 21 листопада 2001 року. Автори — скульптор Анатолій Кущ, архітектори Олександр Комаровський, Руслан Кухаренко, Олег Стукалов. |                                           |
| На честь 2000-ліття від Різдва Христового, пам'ятний знак                                                                                | Біля Аскольдової могили.                                                                                           | 50°26′33″ пн. ш. 30°33′9″ сх. д. / 50.44250° пн. ш. 30.55250° сх. д.            | |                                           |
| На честь 60-ї річниці заснування ООН, пам'ятний камінь                                                                                   | У Наводницькому парку                                                                                              | 50°25′31″ пн. ш. 30°34′11″ сх. д. / 50.42528° пн. ш. 30.56972° сх. д.           | |                                           |